# Masontown (Pennsylvanie)
Masontown est une entité municipale autonome (borough) situé à l'ouest du comté de Fayette, en Pennsylvanie, aux États-Unis,. En 2010, il comptait une population de 3 450 habitants.  Il est incorporé en mars 1876.

## Démographie
Lors du recensement de 2010, le borough comptait une population de 3 450 habitants. Elle est estimée, en 2019, à 3 273 habitants.

### Source de la traduction
- (en) Cet article est partiellement ou en totalité issu de l’article de Wikipédia en anglais intitulé « Masontown, Pennsylvania » (voir la liste des auteurs).